# Jean-Pierre Sainton
Jean-Pierre Sainton, né le 18 novembre 1955 à Paris et décédé le 21 août 2023 à Petit-Bourg, est un historien et professeur d'université français, spécialiste de l'histoire de la Guadeloupe.

## Biographie

### Enfance et études
Jean-Pierre Sainton est né à Paris de parents d'origine guadeloupéenne et martiniquaise. Il passe sa jeunesse en Martinique puis en Guadeloupe à Capesterre-Belle-Eau où son père, Pierre Sainton, est devenu médecin et a exercé des responsabilités au sein du Groupe d'organisation nationale de la Guadeloupe (GONG), mouvement indépendantiste guadeloupéen. Jean-Pierre Sainton est notamment marqué par l'arrestation de son père lors des émeutes de mai 1967. Après avoir suivi un DEUG d'Histoire en Guadeloupe sous la direction de Jacques Adélaïde-Merlande, Jean-Luc Bonniol, il s'inscrit à l'Université Paris-Nanterre où il obtient sa licence, avant de revenir en Guadeloupe au début des années 80. Il s'inscrit en thèse à l'Université de Provence Aix-Marseille I sous la directions de Jean-Luc Bonniol et soutient en 1997 à Pointe-à-Pitre.

### Carrière universitaire
Il devient professeur d’histoire contemporaine à l’université des Antilles, où il a aidé à créer deux masters : l’un d’histoire patrimoniale en Martinique et l’autre de Sciences humaines et sociales en Guadeloupe.
En 2003, Jean-Pierre Sainton contribue à créer la filière d'histoire au sein de l'Université des Antilles et de la Guyane au sein du campus de Camp Jacob à Saint-Claude, dont il devient le directeur.
Il a été membre du conseil scientifique de la Fondation pour la mémoire de l'esclavage. Il a également été le président de l’Association des historiens des Caraïbes, organisation indépendante qui réunit différents historiens des différents pays des Caraïbes.

### Militantisme
Jean-Pierre Sainton a été membre de l’Association des Étudiants en Lettre des Antilles et de la Guyane et le responsable de l'Association Générale des Étudiants Guadeloupéens durant ses études, associaitions anticolonialistes antillaises. En 1978 est fondée l’Union populaire pour la libération de la Guadeloupe, qui prend la suite du GONG. Jean-Pierre Sainton y exerce des responsabilités dans la branche des affaires internationales. Le mouvement se structure et se radicalise au cours des années 80, avant de péricliter. Jean-Pierre Sainton va alors se concentrer sur ses fonctions d'historien et d'enseignant. Il milite au sein d'un syndicat nationaliste, le Syndicat général de l’Éducation en Guadeloupe pendant ses années d'enseignement, où il participera à la rédaction d'A pa Schoelcher ki libéré nèg, ouvrage du syndicat critiquant le rôle joué par Victor Schœlcher dans l'abolition de l'esclavage de 1848.

## Publications
Son premier ouvrage d'importance paraît en 1985 : Mé 67 : mémoire d'un événement, coécrit avec Raymond Gama, également enseignant-chercheur à l'Université des Antilles et de la Guyane, où il décrit cet évènement majeur de la lutte sociale en Guadeloupe.

Il écrit en 1993 une biographie de Rosan Girard (Rosan Girard : chronique d'une vie politique en Guadeloupe), figure communiste importante en Guadeloupe.

En 1997, il soutient sa thèse, Les nègres en politique : couleur, identités et stratégies de pouvoir en Guadeloupe au tournant du siècle, à l'Université Aix-Marseille I.

En 2012, il publie La décolonisation improbable : cultures politiques et conjonctures en Guadeloupe et en Martinique (1943-1967), ouvrage sur la politique aux Antilles.

Il dirige également les deux premiers tomes du manuel universitaire Histoire et Civilisation de la Caraïbe (2004-2012), ouvrage de référence dans ce domaine.

Il est également l'auteur de plusieurs articles dans des revues françaises ou internationales.

### Ouvrages
- Jean-Pierre Sainton et Raymond Gama, Mé 67 : mémoire d'un événement, Pointe-à-Pitre, Société guadeloupéenne d'éd. et de diffusion, 1985, 263 p. (ISBN 978-2-9527540-4-0, lire en ligne)
- Jean-Pierre Sainton, Rosan Girard : Chronique d’une vie politique en Guadeloupe, Pointe-à-Pitre, Jasor : Karthala, 1993, 455 p. (ISBN 2-86537-456-4)
- Jean-Pierre Sainton, Les nègres en politique : couleur, identités et stratégies de pouvoir en Guadeloupe au tournant du siècle, Presses universitaires du Septentrion, 1997, 717 p. (ISBN 2-284-00826-7)
- Jean-Pierre Sainton et Raymond Boutin, Histoire et civilisation de la Caraïbe (Guadeloupe Martinique petites Antilles) : la construction des sociétés antillaises des origines au temps présent structures et dynamiques, Paris, Maisonneuve et Larose, 2004, 414 p. (ISBN 2-7068-1857-3)
- Jean-Pierre Sainton, Couleur et société en contexte post-esclavagiste - La Guadeloupe à la fin du XIXe siècle - Contribution à l'anthropologie historique de l'aire afro-caraïbe, Pointe-à-Pitre, Jasor, 2009, 172 p. (ISBN 978-2-912594-73-0)
- Jean-Pierre Sainton, La décolonisation improbable : cultures politiques et conjonctures en Guadeloupe et en Martinique (1943-1967), Pointe-à-Pitre, Jasor, 2012, 410 p. (ISBN 978-29-12594-95-2)
- Elsa Dorlin, Mathieu Rigouste et Jean-Pierre Sainton, Guadeloupe, mai 1967: Massacrer et laisser mourir, Montreuil, Libertalia, 2023, 153 p. (ISBN 978-2377292684)